# Parcellite
Parcellite ist ein freier, leichtgewichtiger Clipboard-Manager für BSD, Linux, und macOS. Das Projekt wurde 2007 vom Entwickler Gilberto „Xyhthyx“ Miralla gegründet.

## Funktionen
- Einen Verlauf anlegen.
- Spezielle Elemente aus dem Verlauf ausschließen, z. B. Passwörter.
- Den Verlauf mit Regulären Ausdrücken verändern.
- Suchen im Verlauf.

## ClipIt
ClipIt ist eine Abspaltung von Parcellite durch den Entwickler Gilberto Miralla. Die aktuelle stabile Version ist von 2020.